# 드루 풀러
드루 풀러(Drew Fuller, 1980년 5월 19일 ~ )는 미국의 배우이다.

## 출연 작품
- 디스패치 (2016)
- 나이트 비포 (2015)
- 페이탈 인스팅트 (2014)
- 아미 와이브즈 7 (2013)
- 아미 와이브즈 6 (2012)
- 아미 와이브즈 5 (2011)
- 케인 파일 (2010)
- 로디드 (2008)
- 아미 와이브즈 1 (2007)
- 블론드 앰비션 (2007)
- 최고의 유산 (2006)
- 파이널 컨트랙트 (2006)
- 허프 (2004)
- 원 (2001)
- 리얼 킬러 (2000)